# Espinama
Espinama is een dorp in de gemeente Camaleño, gelegen aan de voet van de Picos de Europa. Het dorp is onderdeel van de Comarca Liébana in de Spaanse provincie en regio Cantabrië. Espinama telde in 2008 124 inwoners.

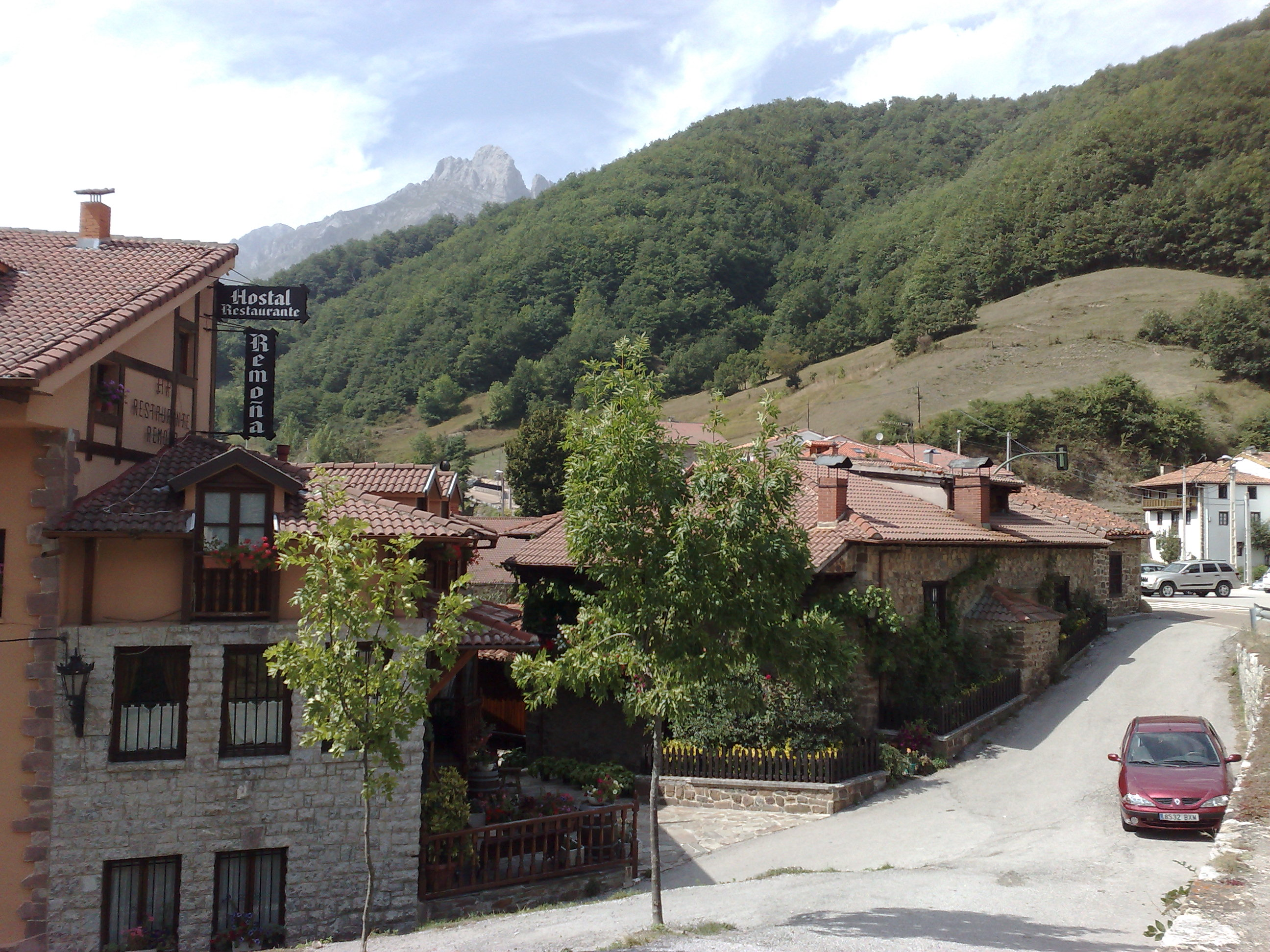
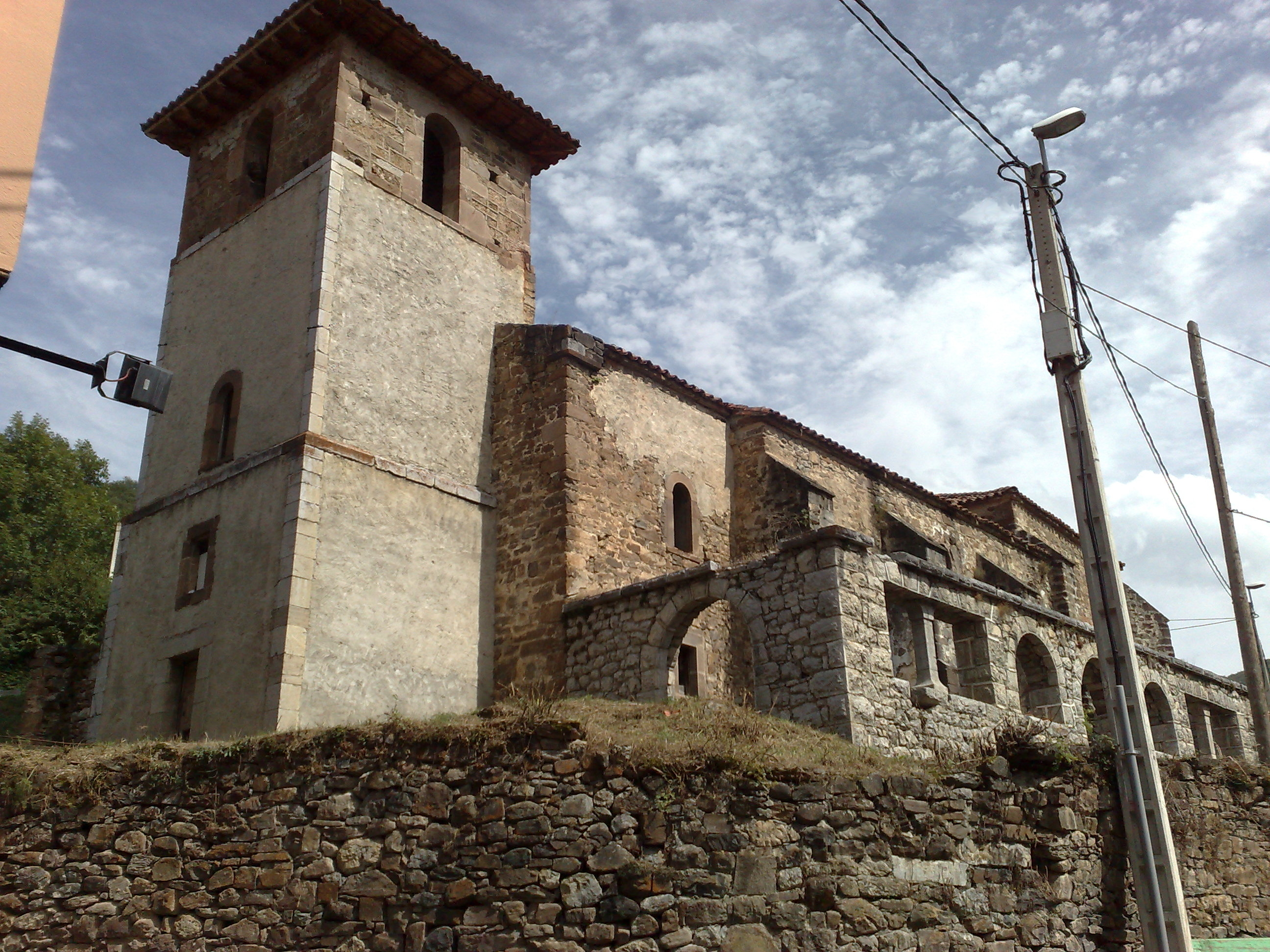